# Gautier I de Montsoreau
Gautier I de Montsoreau, seigneur de Montsoreau, vassal du comte d'Anjou, et propriétaire du château de Montsoreau. Fils de Guillaume II de Montsoreau, son père se remarie avec Hersende de Champagné. Il est né en 1060 et meurt vers 1134.

## Action Militaire
- 1096, il répond à l'appel de Pierre l'Ermite et participe à la première croisade.
- 1098, Gautier soutient Foulques IV d'Anjou contre Guillaume le Roux, comte de Normandie. Il sera fait prisonnier au château de Ballon par les normands.
- 1108, il repart pour la Palestine sous la pression de Bohémond d'Antioche.

## Action Religieuse
En 1096, il obtient le droit de transformer le prieuré de Seuilly en Abbaye, en échange d'une rente annuelle.
Il est le premier protecteur de l'Abbaye de Fontevraud, Maison-mère de l'Ordre de Fontevraud. En 1105, il cède les terres qui permettront de fonder l'abbaye de Fontevraud, en présence d'Étienne de Montsoreau (son beau-frère), de Hubert de Duretal (son oncle), et d'Hersende de Champagné (sa marâtre),. À partir de 1110, cette dernière, sous l'impulsion de Robert d'Arbrissel, construit, puis devient la première grande prieure de l'abbaye.
Gautier assiste le comte d'Anjou comme témoin lors la de fondation de l'abbaye d'Epeigné par Foulques IV d'Anjou.
À la fin de sa vie Gautier se retire à l'abbaye de Fontevraud.

## Descendance
Il eut avec sa femme Grécie Berlay de Montreuil deux enfants:
- Mathilde de Montsoreau (1091-), qu'on dit femme d'Aimery IV de Loudun, sire de Faye
- Guillaume III de Montsoreau (1095-)